# Indisches Heer
Das Indische Heer (Hindi भारतीय थलसेना) sind die Landstreitkräfte von Indien. Das Heer gehört zu den Streitkräften Indiens und hat eine Personalstärke von 1.237.000 Soldaten und 960.000 Reservisten. Kommandeur des Heeres ist seit dem 30. Juni 2024 der General Upendra Dwivedi.

## Geschichte
Die Britische Ostindien-Kompanie verfügte während der 1850er Jahre über drei Sepoy-Armeen, die Bengal Army, Madras Army und die Bombay Army. Damit die Sepoy Armeen nicht so viel Macht bekommen, stationierte das britische Heer zusätzliche 50.000 Soldaten, um die Kontrolle zu behalten. Die drei Armeen verfügten über ein eigenes Kommandosystem und agierten quasi autonom. In folge des indischen Aufstandes von 1857 wurde die Bengal Army stark verkleinert und es wurde ein Kastensystem in den Armeen eingeführt. Das Kastensystem hielt noch bis 1947 an.
1895 wurden die Armeen unter der Britisch-Indischen Armee zusammengelegt und Anfang des 20. Jahrhunderts von Herbert Kitchener reformiert. Das Indische Heer kämpfte im Ersten und Zweiten Weltkrieg und unterlag in diesem Zeitraum auch starken Sparmaßnahmen. Nach der Unabhängigkeit Indiens und Pakistans wurde auch das Heer zwischen den beiden Ländern aufgeteilt, allerdings noch bis in die frühen 50er Jahre von einem briten kommandiert. Seither kämpfte das Heer in mehreren Kriegen, darunter die Kaschmir Kriege und den Indisch-Chinesischen Grenzkrieg.

## Organisation
Das indische Heer besteht aus sechs Regional- und einem Trainingskommando, welche jeweils von einem Generalleutnant geleitet werden. Unter der Leitung stehen 14 Korps, 8 Bataillone Spezialeinheiten, 3 Panzerdivisionen, 8 Panzerbrigaden, 6 Divisionen mechanisierte Infanterie, 16 Infanteriedivisionen und mehrere Einheiten in Bataillons oder Brigaden von Luftlandetruppen und Flugstaffeln. Die wichtigsten Kampf- und Unterstützungseinheiten sind 68 Panzerregimenter, über 350 Infanteriebataillone und 300 Artillerieregimenter, darunter zwei Boden-Boden-Raketeneinheiten. Zu den wichtigsten Waffen und Ausrüstungsgegenständen der indischen Armee zählen 4.614 Kampfpanzer, mehr als 150.000 Fahrzeuge, 140 selbstfahrende Artilleriegeschütze, 3.243 gezogene Artilleriegeschütze und mehr als 700 Raketenartilleriegeschütze.
| Kommando             | Emblem | Hauptquartier | Aufstellung              | Kommandeur                          |
| -------------------- | ------ | ------------- | ------------------------ | ----------------------------------- |
| Northern Command     |        | Udhampur      | 1908–1920 1972           | Generalleutnant MV Suchindra Kumar  |
| Western Command      |        | Panchkula     | 1920–1938 September 1947 | Generalleutnant Manoj Kumar Katiyar |
| Central Command      |        | Lucknow       | 1942–1946 1. Mai 1963    | Generalleutnant Anindya Sengupta    |
| Southern Command     |        | Pune          | 1908                     | Generalleutnant Dhiraj Seth         |
| Eastern Command      |        | Kolkata       | 1. November 1920         | Generalleutnant Ram Chander Tiwari  |
| Southwestern Command |        | Jaipur        | 15. April 2005           | Generalleutnant Manjinder Singh     |
| ARTRAC               |        | Shimla        | 1. Oktober 1991          | Generalleutnant Devendra Sharma     |

## Ausrüstung
Das Indische Heer verfügt über folgende Ausrüstung:

### Fahrzeuge

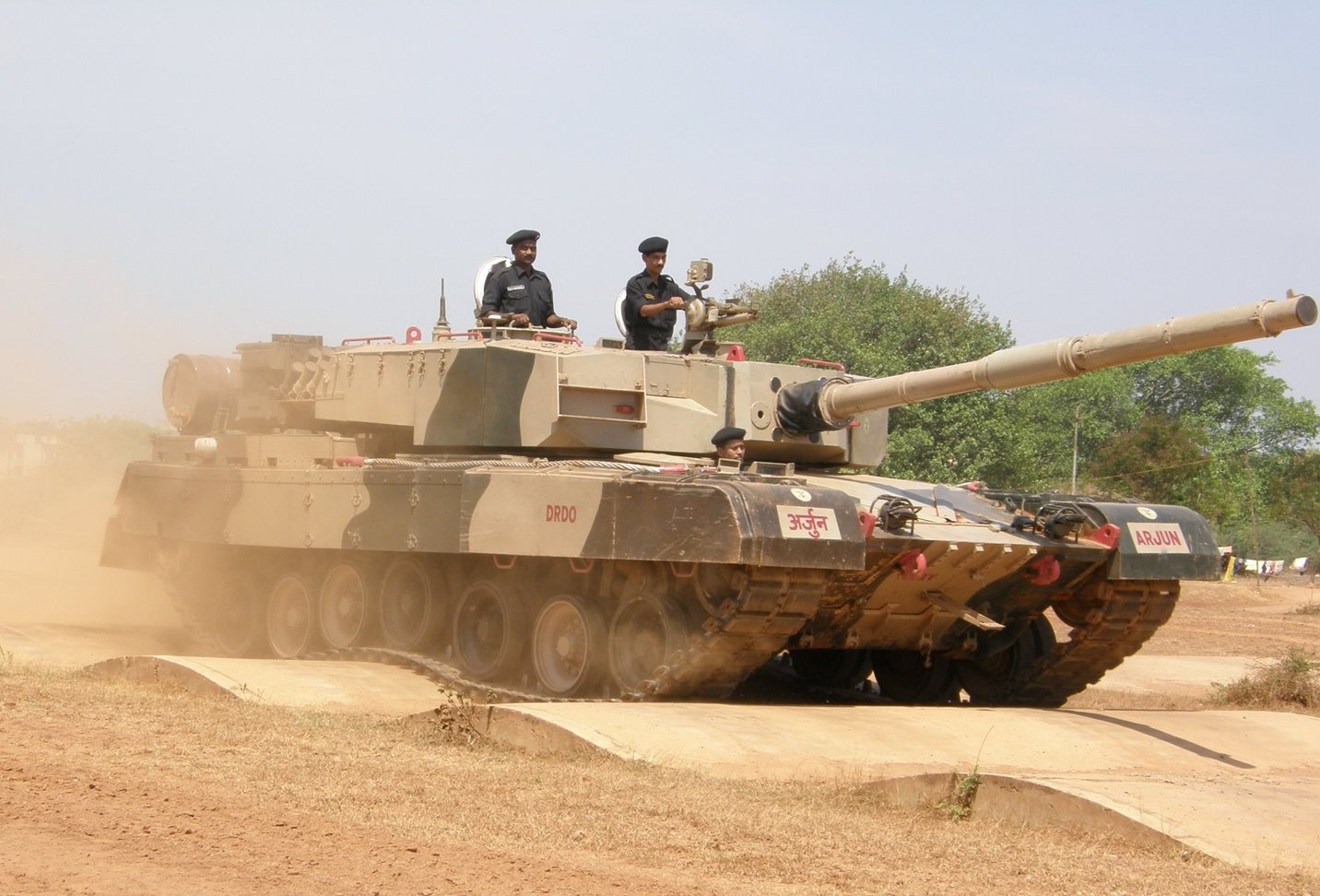
Arjun Kampfpanzer

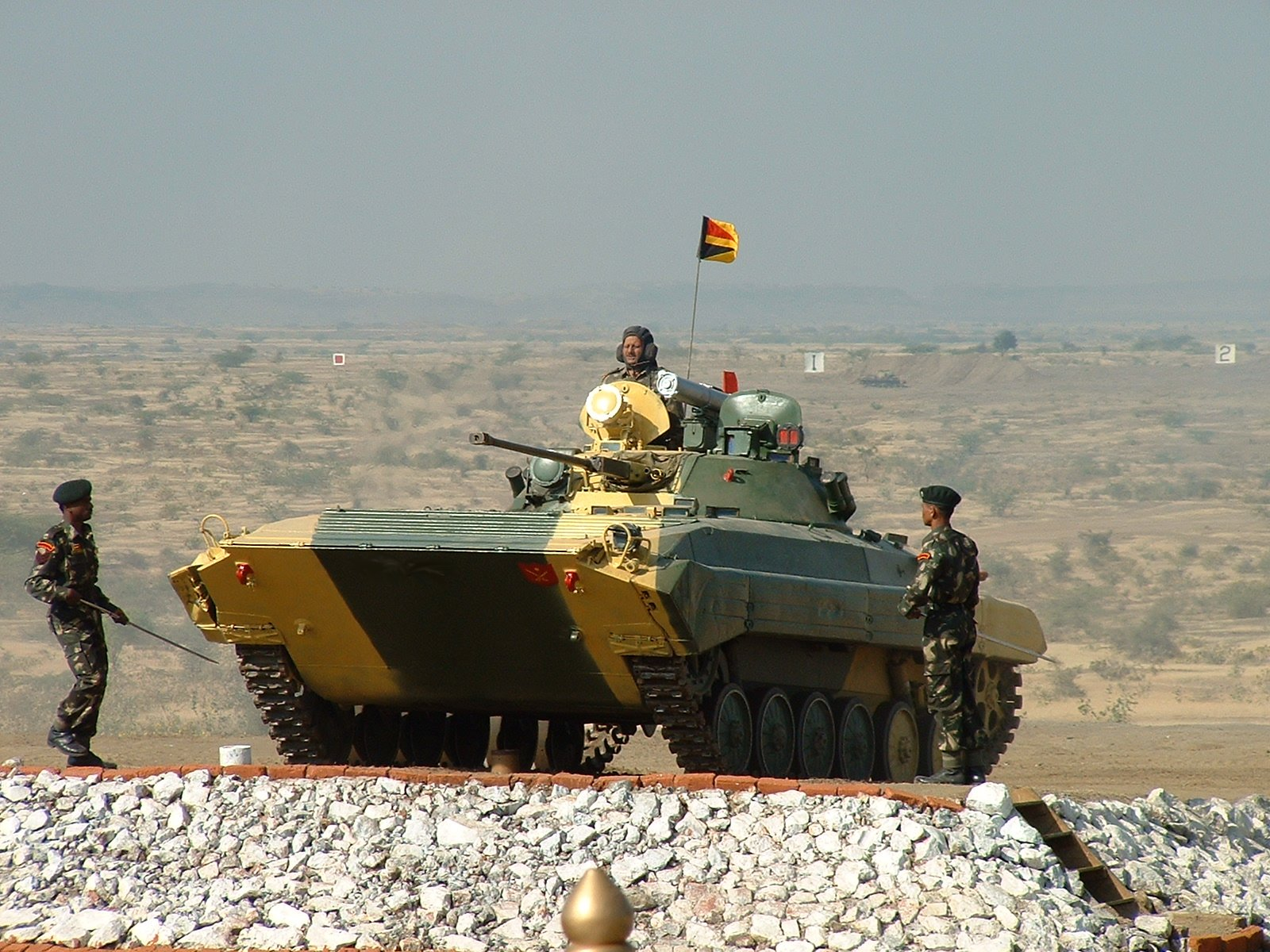
Indischer BMP-2 Schützenpanzer

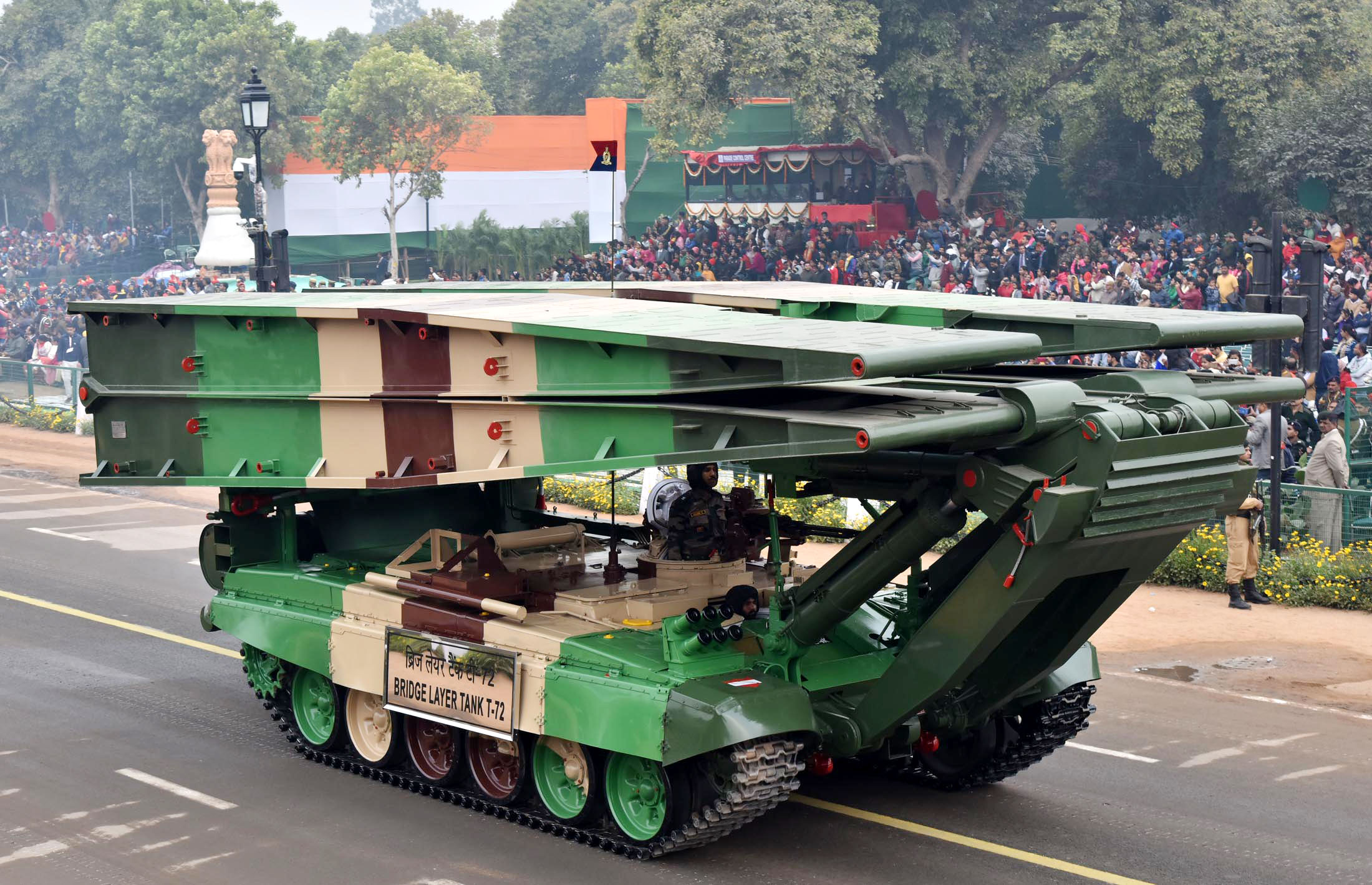
T-72 Brückenlegepanzer bei einer Parade

| Typ                      | Herkunft                     | Version     | Anzahl      | Anmerkungen     |
| Kampfpanzer              | Kampfpanzer                  | Kampfpanzer | Kampfpanzer | Kampfpanzer     |
| ------------------------ | ---------------------------- | ----------- | ----------- | --------------- |
| Arjun                    | Indien                       |             | 124         |                 |
| T-72                     | Sowjetunion                  | M1          | 2.418       |                 |
| T-90                     | Russland                     | S           | ~1.200      |                 |
| Späh- und Schützenpanzer |                              |             |             |                 |
| Ferret                   | Vereinigtes Königreich       |             |             |                 |
| BMP-1                    | Sowjetunion                  |             | 700         |                 |
| BMP-2                    | Sowjetunion Indien           | SarathK-CP  | 2.400       | Lizenzfertigung |
| Mannschaftstransporter   |                              |             |             |                 |
| OT-64 SKOT               | Polen Tschechoslowakei       |             | 157+        |                 |
| TATA Kestrel             | Indien                       |             | 6           |                 |
| Casspir                  | Südafrika                    |             | 165         |                 |
| Kalyani M4               | Indien                       |             | 27          |                 |
| TATA QRFV                | Indien                       |             |             |                 |
| OFB MPV                  | Indien                       | Yukthirath  | 14+         |                 |
| Pionier- und Bergepanzer |                              |             |             |                 |
| FV 180                   | Vereinigtes Königreich       |             |             |                 |
| BMP-2                    | Sowjetunion                  |             |             | Pionierversion  |
| T-55                     | Sowjetunion                  | ARV         |             |                 |
| T-72                     | Sowjetunion Tschechoslowakei | VT-72B      | 156         |                 |
| WZT-2                    | Polen                        |             | 222         |                 |
| WZT-3                    | Polen                        |             | 352         |                 |
| Brückenlegepanzer        |                              |             |             |                 |
| AM-50                    | Tschechoslowakei             |             |             |                 |
| T-55                     | Sowjetunion                  | BLG-60      |             |                 |
| T-72                     | Sowjetunion                  |             |             |                 |
| Vijayanta                | Indien                       | Kartik      |             |                 |
| MTU-20                   | Sowjetunion                  |             |             |                 |
| MT-55                    | Sowjetunion                  |             |             |                 |
| DRDO Sarvatra            | Indien                       |             |             |                 |
| Minenräumfahrzeuge       |                              |             |             |                 |
| Hydrema 910 MCV-2        | Dänemark                     |             | 24          |                 |

### Artillerie

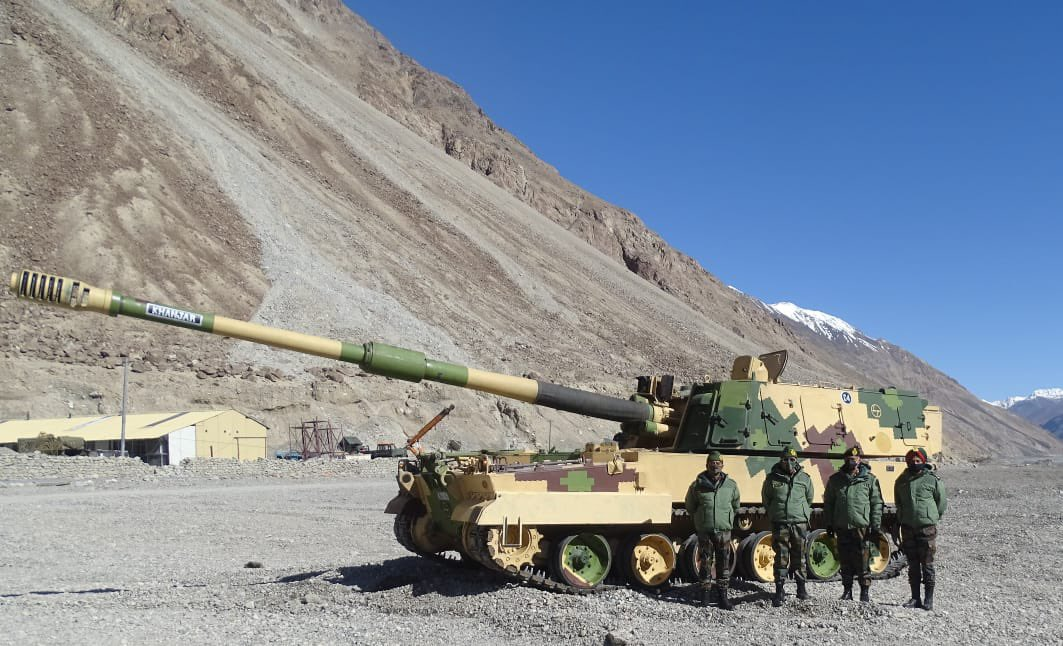
K-9 an der indisch-chinesischen Grenze

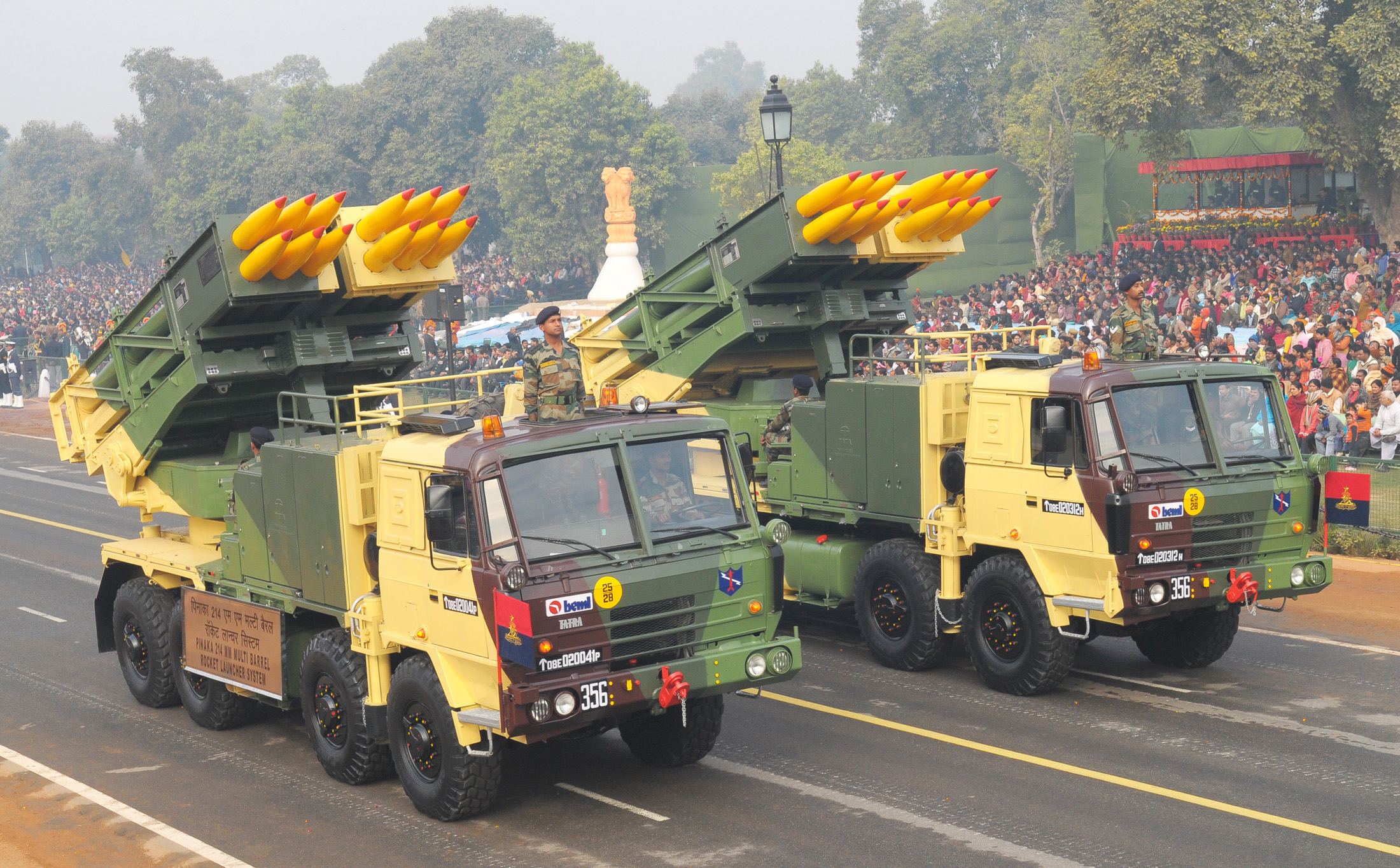
Mehrfachraketenwerfer Pinaka bei einer Parade

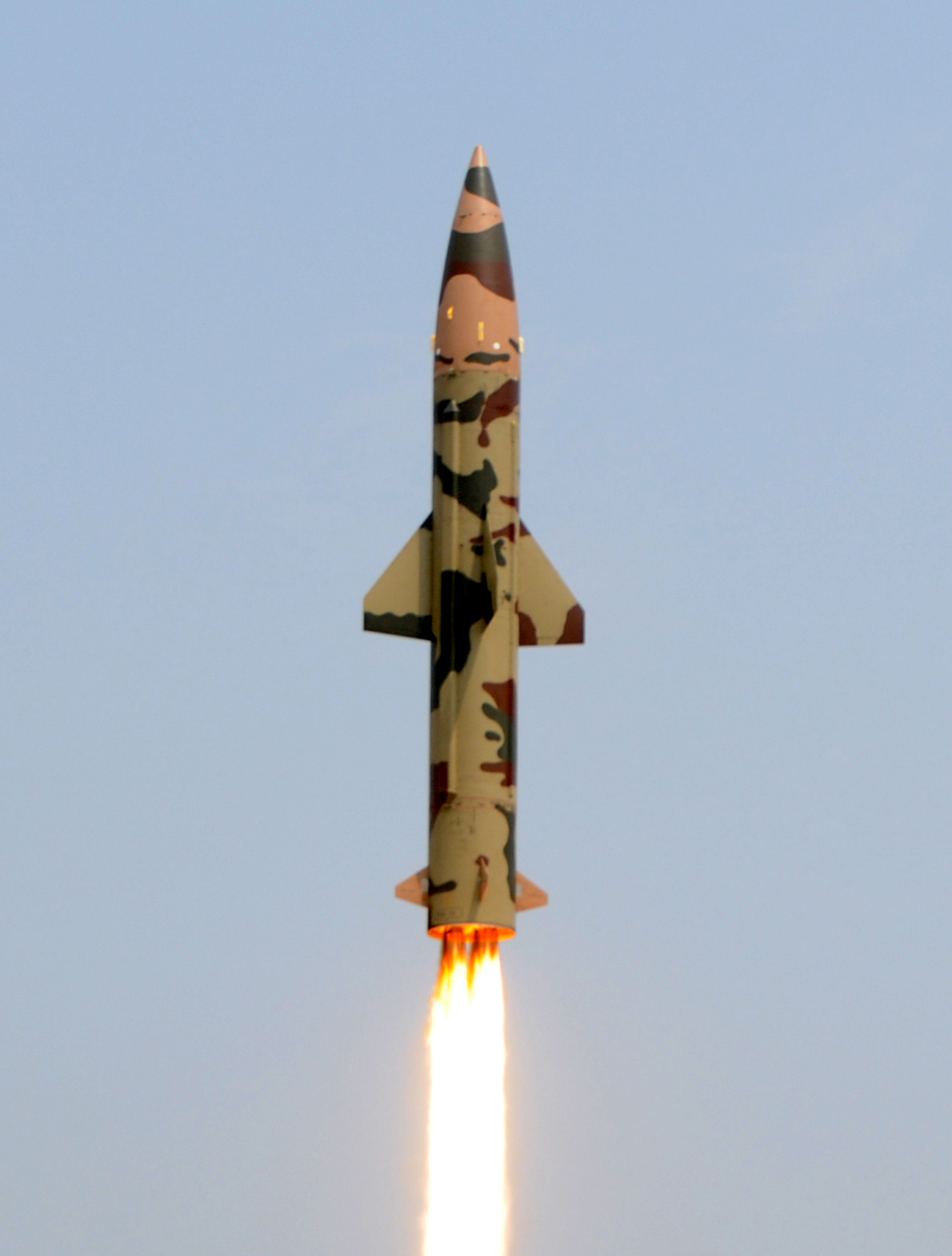
Prithvi Rakete beim Start

| Typ                       | Herkunft               | Funktion                     | Version      | Anzahl       | Anmerkungen                                                                                      |
| ------------------------- | ---------------------- | ---------------------------- | ------------ | ------------ | ------------------------------------------------------------------------------------------------ |
| K9 Thunder                | Südkorea Indien        | 155-mm-Panzerhaubitze        |              | 100          | Lizenzfertigung von Larsen & Toubro Produziert. Weitere 100 Einheiten sollen angeschafft werden. |
| IFG                       | Indien                 | 105-mm-Haubitze              | Mk. 1/2/3LFG | 600+700      |                                                                                                  |
| Gebirgshaubitze Modell 56 | Italien                | 105-mm-Haubitze              |              | 50           |                                                                                                  |
| D-30                      | Sowjetunion            | 122-mm-Haubitze              |              | 520          |                                                                                                  |
| FH-77                     | Schweden               | 155-mm-Haubitze              | B            | ~300         |                                                                                                  |
| M777                      | Vereinigtes Königreich | 155-mm-Haubitze              | A2           | 125          |                                                                                                  |
| M-46                      | Sowjetunion Israel     | 130-mm-Kanone                | 130 mm155 mm | ~600~200     | 500 weitere eingelagert. Die 155 mm Exemplare wurden von Soltam umgebaut.                        |
| BM-21                     | Sowjetunion            | 122-mm-Mehrfachraketenwerfer |              | ~150         |                                                                                                  |
| Pinaka                    | Indien                 | 214-mm-Mehrfachraketenwerfer |              | 36           |                                                                                                  |
| BM-30                     | Sowjetunion            | 300-mm-Mehrfachraketenwerfer |              | 42           |                                                                                                  |
| E1                        | Indien                 | 81-mm-Mörser120-mm-Mörser    |              | 5.000+~1.500 | Einige Mörser sind auf Fahrzeugen installiert.                                                   |
| Agni                      | Indien                 | Boden-Boden-Rakete           | IIIIII       | ~12?         |                                                                                                  |
| Prithvi                   | Indien                 | Boden-Boden-Rakete           | II           | ~30          |                                                                                                  |
| BrahMos                   | Russland Indien        | Seezielflugkörper            |              | 15           | Von Land aus gestartet.                                                                          |

### Panzer- und Flugabwehr

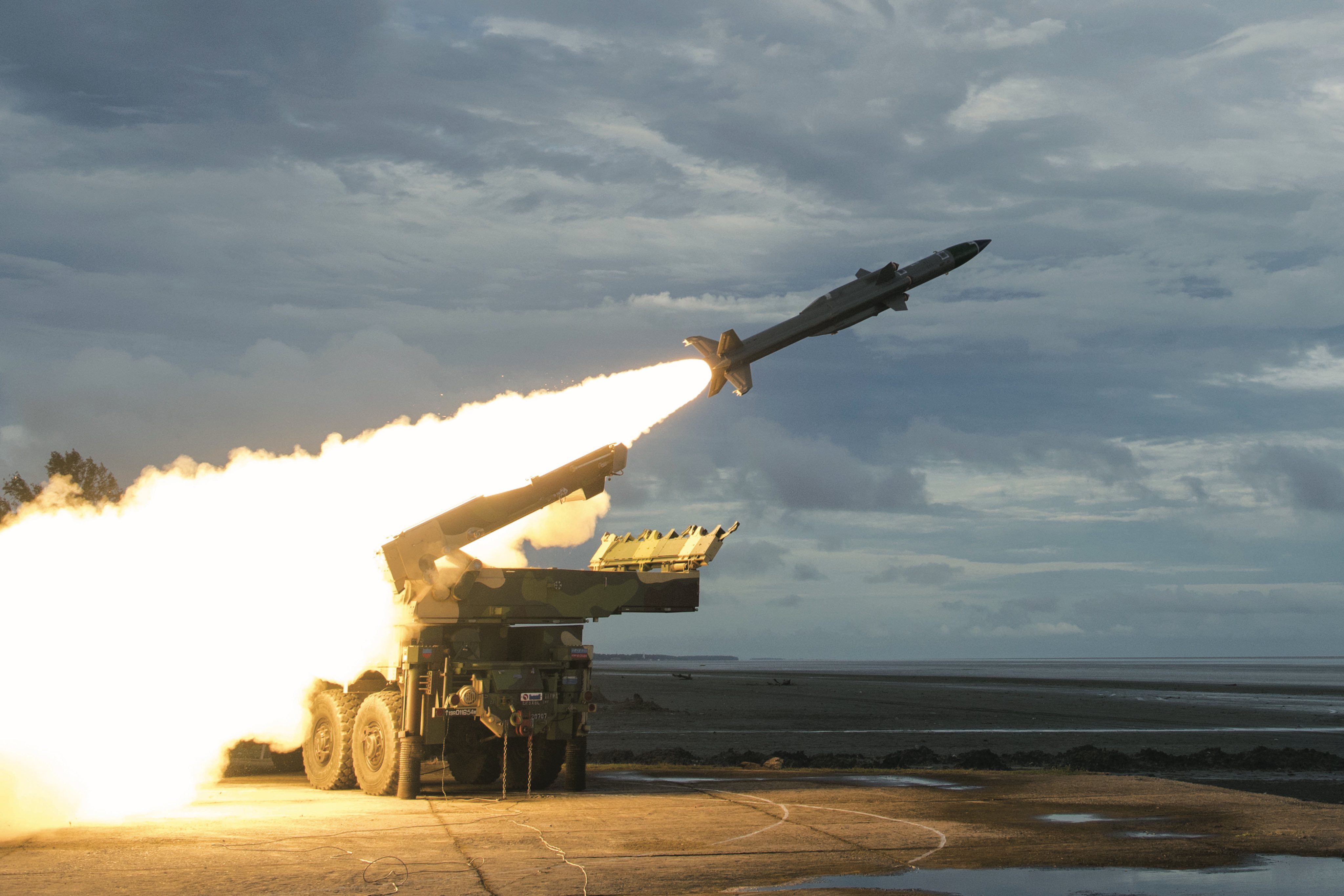
Flugabwehrraketensystem Akash

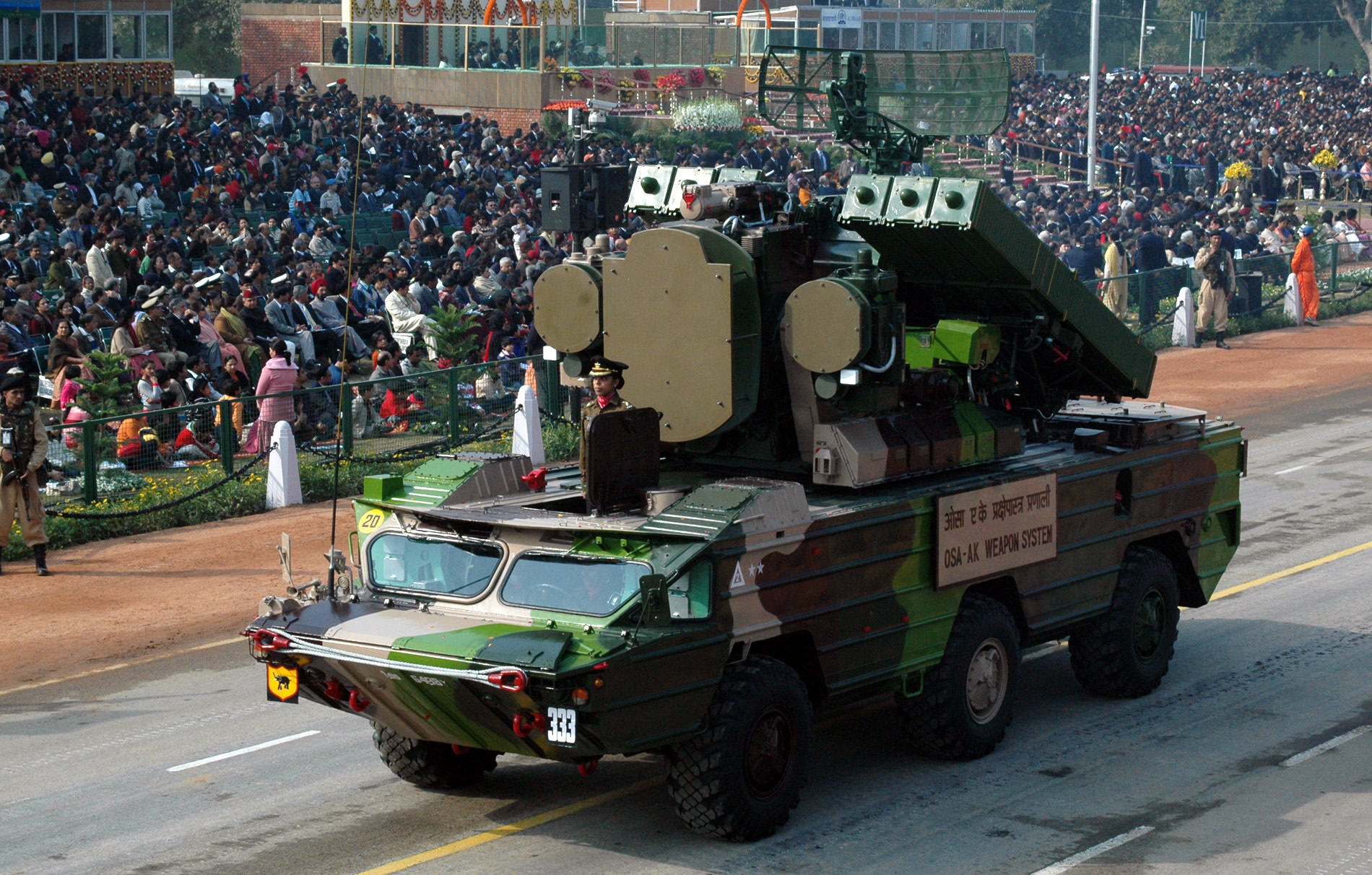
Flugabwehrraketensystem Osa bei einer Parade

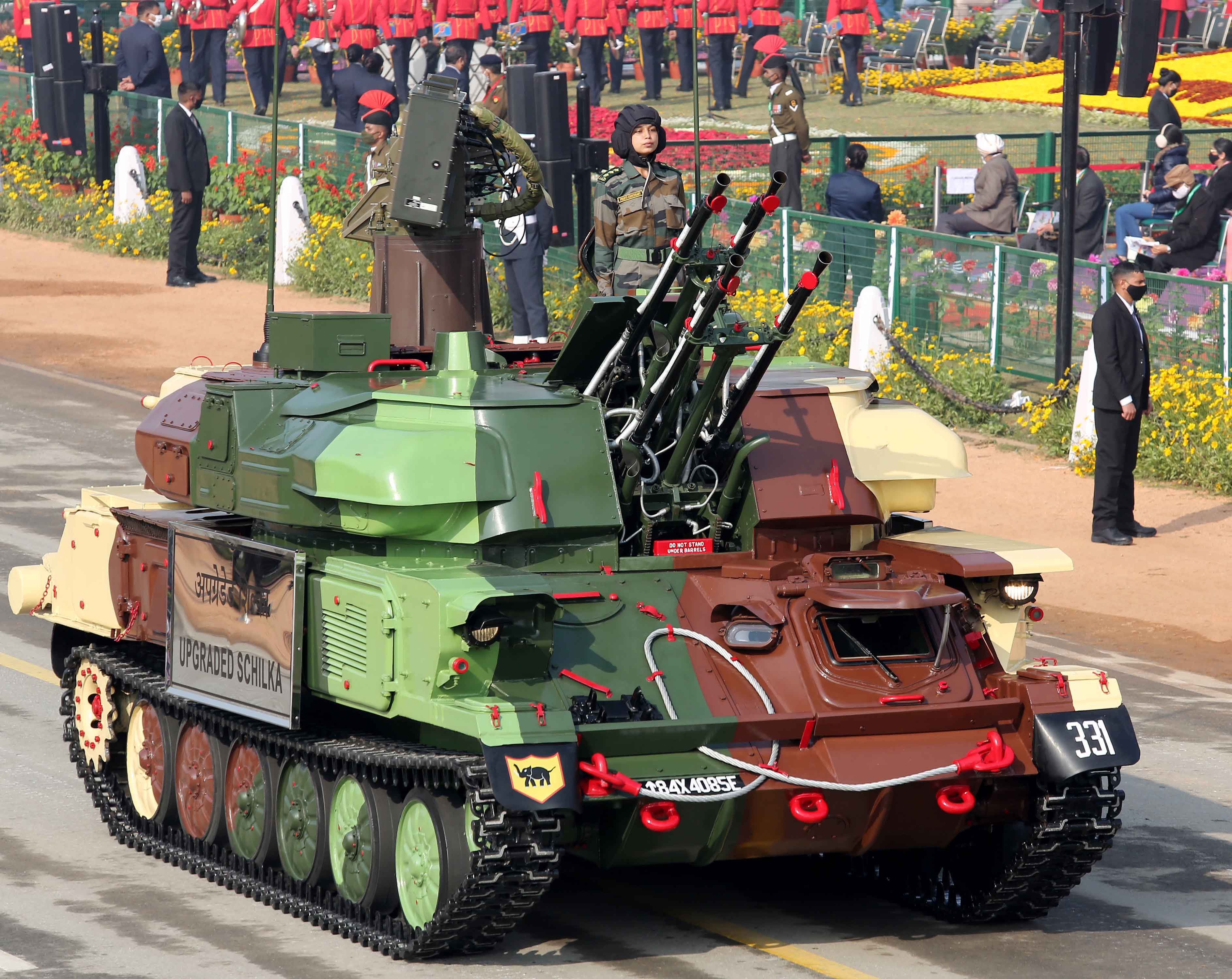
Flakpanzer ZSU-23-4 bei einer Parade

| Typ             | Herkunft               | Funktion                | Version      | Anzahl       | Anmerkungen                              |
| Panzerabwehr    | Panzerabwehr           | Panzerabwehr            | Panzerabwehr | Panzerabwehr | Panzerabwehr                             |
| --------------- | ---------------------- | ----------------------- | ------------ | ------------ | ---------------------------------------- |
| Konkurs         | Sowjetunion            | Panzerabwehrlenkwaffe   | 9K1139P148   | ?110+        | 9P148 sind Fahrzeuge mit Starteinheiten. |
| MILAN           | Frankreich Deutschland | Panzerabwehrrakete      | II           |              |                                          |
| FFV Carl Gustaf | Schweden               | Rückstoßfreies Geschütz |              |              |                                          |
| M40             | Vereinigte Staaten     | Rückstoßfreies Geschütz | A1           | 3000+        |                                          |
| Flugabwehr      |                        |                         |              |              |                                          |
| Akash           | Indien                 | Flugabwehrraketensystem |              | ~48          |                                          |
| 2K12 Kub        | Sowjetunion            | Flugabwehrraketensystem |              | 180          |                                          |
| 9K33 Osa        | Sowjetunion            | Flugabwehrraketensystem | Osa-AKM      | 50+          |                                          |
| 9K31 Strela-1   | Sowjetunion            | Flugabwehrraketensystem |              |              |                                          |
| 9K35 Strela-10  | Sowjetunion            | Flugabwehrraketensystem |              | 250          |                                          |
| 9K310 Igla-1    | Sowjetunion            | MANPADS                 |              |              |                                          |
| 9K38 Igla       | Sowjetunion            | MANPADS                 |              |              |                                          |
| 2K22 Tunguska   | Sowjetunion            | Flugabwehrpanzer        |              | 80           |                                          |
| ZSU-23-4        | Sowjetunion            | Flugabwehrpanzer        |              | 75           |                                          |
| SU-23           | Sowjetunion            | Flugabwehrkanone        |              | 320+         | Einige sind auf Fahrzeugen installiert.  |
| Oerlikon-Kanone | Schweiz                | Flugabwehrkanone        |              |              | Berichtet                                |
| Bofors-Geschütz | Schweden               | Flugabwehrkanone        | L/70         | 1.920        |                                          |

### Radare

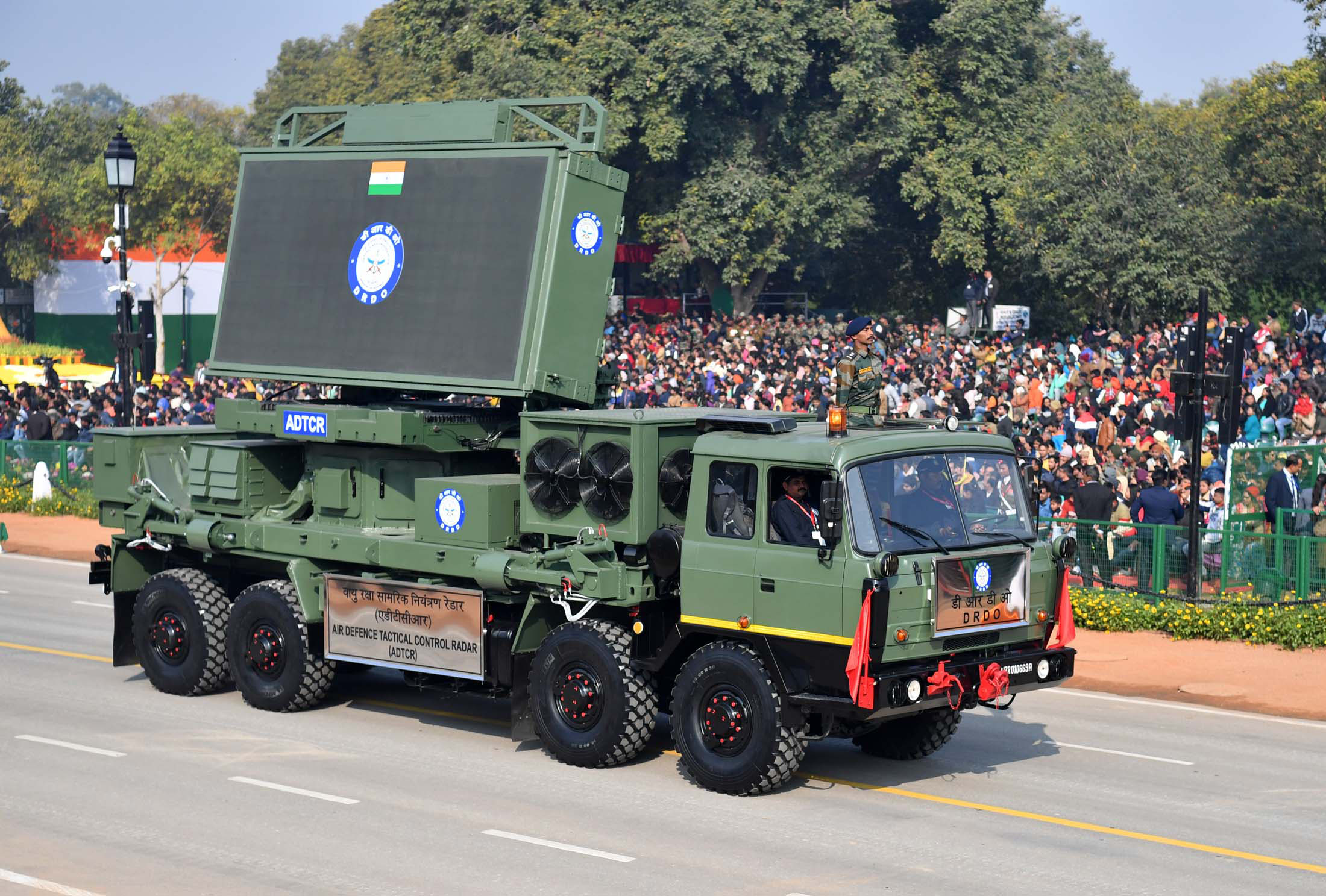
Das von DRDO produzierte Air Defence Tactical Control Radar bei einer Parade.

| Typ                                     | Herkunft                  | Funktion                               | Version     | Anzahl | Anmerkungen                                                                                   |
| --------------------------------------- | ------------------------- | -------------------------------------- | ----------- | ------ | --------------------------------------------------------------------------------------------- |
| DRDO Air Defence Tactical Control Radar | Indien                    | Flugabwehrradar                        |             |        | Weitere sollen beschafft werden.                                                              |
| Swathi                                  | Indien                    | Artillerieaufklärungsradar             | Mk. IMk. II | 306    | Mk. II ist eine Version auf einem hochgelegten LKW für den Einsatz im Gelände und auf Bergen. |
| AN/TPQ-37 Firefinder                    | Vereinigte Staaten Indien | Artillerieaufklärungsradar             |             | 12     | Werden als Lizenz produziert.                                                                 |
| Indian Doppler Radar                    | Indien                    | PESA                                   |             |        | [ 20 ]                                                                                        |
| Rohini                                  | Indien                    | 3D-Radar                               |             |        | [ 20 ]                                                                                        |
| PJT-531                                 | Indien                    | Radargerät zur Überwachung einer Front |             |        | Kleines Radar, welches an der Front aufgebaut werden kann.                                    |

### Boote
| Typ                 | Herkunft           | Funktion        | Anzahl | Anmerkungen                                               |
| ------------------- | ------------------ | --------------- | ------ | --------------------------------------------------------- |
| GSL Patrouillenboot | Indien             | Patrouillenboot | 12     | Boote für die Patrouille des Pangong Tso Sees.            |
| flat bottomed boats | Indien             | Patrouillenboot | 17     | Boote für schnelle Truppenverlegung beim Pangong Tso See. |
| Tempest 35-SPC      | Vereinigte Staaten | Patrouillenboot | 17     | Boote für die Patrouille des Pangong Tso Sees.            |

### Luftfahrzeuge

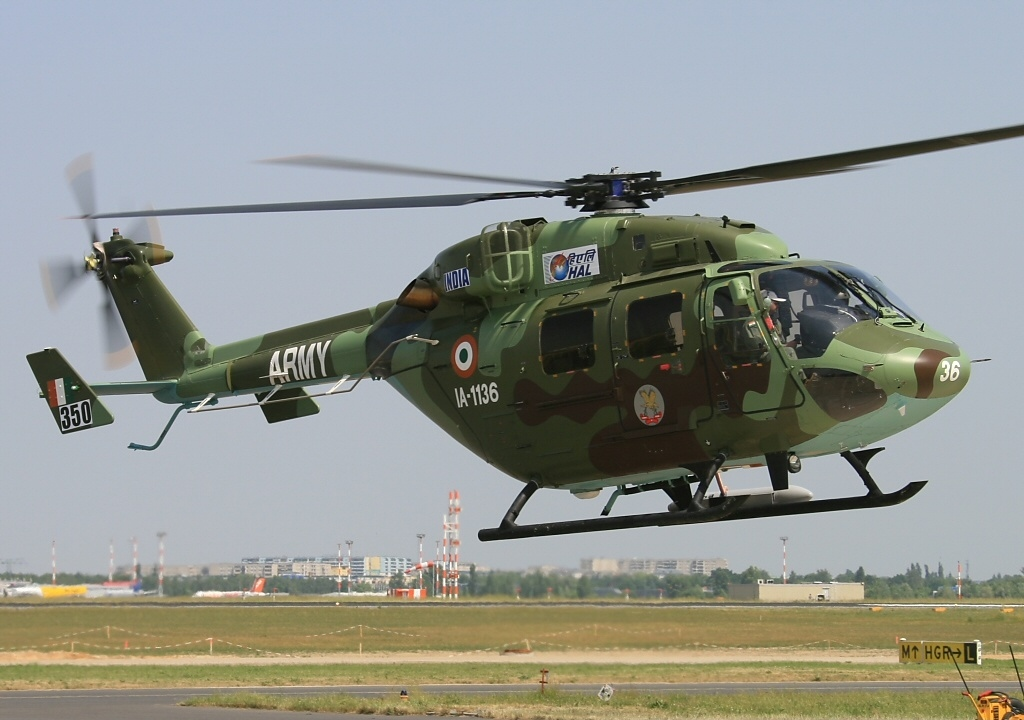
HAL Dhruv

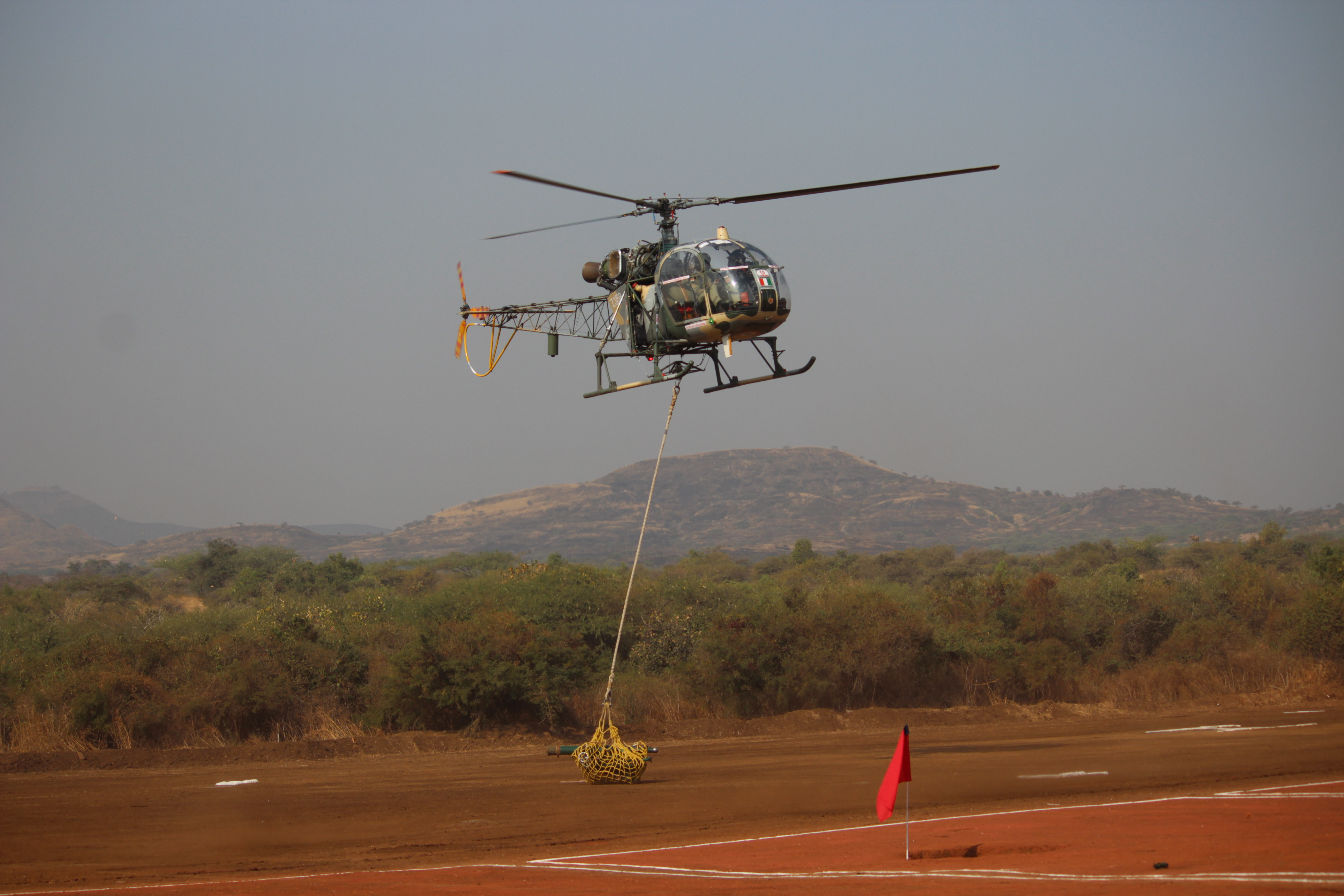
Aérospatiale SA-315 beim Transport einer Fracht

| Typ                      | Herkunft           | Funktion              | Version      | Anzahl       | Bestellt     | Anmerkungen                                                        |
| Hubschrauber             | Hubschrauber       | Hubschrauber          | Hubschrauber | Hubschrauber | Hubschrauber | Hubschrauber                                                       |
| ------------------------ | ------------------ | --------------------- | ------------ | ------------ | ------------ | ------------------------------------------------------------------ |
| AH-64 Apache             | Vereinigte Staaten | Kampfhubschrauber     | E            |              | 6            | 11 weitere geplant.                                                |
| HAL LCH                  | Indien             | Kampfhubschrauber     |              | 3            | 111          |                                                                    |
| HAL Dhruv                | Indien             | Mehrzweckhubschrauber |              | 220          | 43           |                                                                    |
| Aérospatiale SA-315      | Frankreich         | Mehrzweckhubschrauber |              | 40           | 4            |                                                                    |
| Aérospatiale SA-319      | Frankreich         | Mehrzweckhubschrauber | SA316        | 4            |              |                                                                    |
| Unbemannte Luftfahrzeuge |                    |                       |              |              |              |                                                                    |
| IAI Heron                | Israel             | Aufklärungsdrohne     |              | 4            |              |                                                                    |
| DRDO Nishant             | Indien             | Aufklärungsdrohne     |              | 13           |              |                                                                    |
| IAI Searcher             | Israel             | Aufklärungsdrohne     | Mk. IMk. II  | 12           |              |                                                                    |
| Elbit Hermes 900         | Israel Indien      | Aufklärungsdrohne     |              | 2            |              | Die Drohne wird von Andani in Indien gefertigt.                    |
| Switch                   | Indien             | Aufklärungsdrohne     |              |              |              | Indien bestellte 2021 Drohnen im Wert von 20 Millionen Dollar.     |
| Johnnette JF-2           | Indien             | Aufklärungsdrohne     |              |              |              | 2019 wurden die ersten Drohnen geliefert. 2023 wurde nachbestellt. |
| Newspace                 | Indien             | Schwarmdrohnen        | NimbusBeluga | 100          |              | [ 28 ]                                                             |
| Raphe Mphibr MR-20       | Indien             | Logistikdrohne        |              | 48           |              | [ 29 ]                                                             |
| Loitering Munition       |                    |                       |              |              |              |                                                                    |
| Nagastra-1               | Indien             | Loitering Munition    |              | 120          | 360          | 2024 bestellt. Die ersten 120 wurden schon geliefert.              |
| Elbit Skystriker         | Israel Indien      | Loitering Munition    |              |              |              | Lizenzfertigung in Indien.                                         |
| WB Electronics Warmate   | Polen              | Loitering Munition    |              | 100          |              | [ 32 ]                                                             |
| Johnnette JM-1           | Indien             | Loitering Munition    |              | 150          |              | [ 33 ]                                                             |
| Zulu Hoverbee            | Indien             | Loitering Munition    |              |              |              | [ 34 ]                                                             |

## Personal
Die indische Armee ist eine Freiwilligenarmee mit 1.237.117 aktiven Soldaten und 960.000 Reservesoldaten. Gesamtstärke (einschließlich Unterstützungseinheiten): knapp 2,1 Millionen. Diese Zahlen machen die indische Armee nach China zur zweitgrößten stehenden Armee der Welt.

### Dienstgrade
| Dienstgradgruppe | Generale | Generale        | Generale     | Generale  | Stabsoffiziere | Stabsoffiziere | Stabsoffiziere | Hauptleute / Leutnante | Hauptleute / Leutnante | Hauptleute / Leutnante |
| ---------------- | -------- | --------------- | ------------ | --------- | -------------- | -------------- | -------------- | ---------------------- | ---------------------- | ---------------------- |
| Abzeichen        |          |                 |              |           |                |                |                |                        |                        |                        |
| Dienstgrad       | General  | Generalleutnant | Generalmajor | Brigadier | Oberst         | Oberstleutnant | Major          | Hauptmann              | Oberleutnant           |                        |
| Ind. Bezeichnung | जनरल     | लेफ्टिनेंट जनरल      | मेजर जनरल     | ब्रिगेडियर    | कर्नल           | लेफ्टिनेंट कर्नल     | मेजर            | कैप्टन                   | लेफ्टिनेंट                  |                        |

- Ein General führt das gesamte indische Heer
- Generalleutnante führen Armeekorps (30.000–50.000 Soldaten) oder dienen als Armeekommandeure
- Generalmajore führen Divisionen (10.000–15.000 Soldaten)
- Brigadiere führen Brigaden (3.000–5.000 Soldaten)
- Oberste führen Regimenter oder dienen in Stabsfunktionen
- Oberstleutnants führen Bataillone
- Majore dienen als stellvertretende Kommandeure von Bataillonen (300–600 Soldaten)
- Hauptleute führen Kompanien von 100–120 Soldaten
- Oberleutnants führen Züge von 30–40 Soldaten[36]

| Junior Commissioned Officer | Junior Commissioned Officer | Junior Commissioned Officer | Unteroffiziere | Unteroffiziere | Unteroffiziere    | Mannschaften    |
| --------------------------- | --------------------------- | --------------------------- | -------------- | -------------- | ----------------- | --------------- |
|                             |                             |                             |                |                |                   | Keine Abzeichen |
| Subedar-major सूबेदार मेजर      | Subedar सूबेदार                | Naib subedar नायब सूबेदार       | Havildar हवलदार | Naik नायक       | Lance naik लांस नायक | Sepoy सिपाही       |

- Subedar Majors beraten Bataillonskommandeure in Sachen Disziplin, Wohlergehen und Operationen
- Subedars leitet größere Einheiten oder überwacht Trainingsprogramme
- Naib Subedars führen Züge oder unterstützen bei administrativen Aufgaben
- Der ranghöchste Unteroffizier, Havildars, führt Züge von 20–30 Soldaten
- Naiks führt Gruppen von 10–12 Soldaten an
- Lance Naiks führt kleine Teams von 5–10 Soldaten[36]